# Leonardo da Jandra
Leonardo García Palencia (Leonardo da Jandra) (Pichucalco, Chiapas, México, 14 de febrero de 1951) es un filósofo y escritor mexicano.

## Vida

### Familia[2]
Leonardo da Jandra (Da Jandra es una trascripción fonética de A Gándara, la aldea paterna en Puebla del Caramiñal) nació en Pichucalco, Chiapas, en 1951. Poco antes de cumplir un año, sus padres lo llevaron a Arousa, en Galicia.
Sobre su padre declarará en una entrevista "Mi padre es el ser más violento que he conocido, y he conocido matones, asesinos, seres violentos; a mi padre lo llevaron a los 17 años a la Guerra Civil y estuvo en las batallas del Ebro y del Duero, luego fue como mercenario, en la Segunda Guerra Mundial, y combatió en Okinawa y en Normandía". "Lo de él era matar; ahí me críe yo", concluye, "y lucho para huir de esa sombra, de esa violencia".

### Formación
Cursó estudios universitarios en la Universidad Complutense de Madrid y posteriormente se traslada a Ciudad de México, donde regresa hacia principios de los setenta. Asiste a un curso de doctorado en filosofía de la matemática en la UNAM. Sobre esto dice "En México me especialicé en filosofía alemana y cursé un doctorado con un filósofo de la matemática, Mario Bunge". Se titula con la polémica tesis titulada Totalidad, seudototalidad y parte.
Sobre las causas que ocasionaron su partida hacía México dice: "No fui a hacer dinero, me marché porque no quería ir al servicio militar".
Anterior a esto se encontraba estudiando telecomunicaciones en Madrid. Da Jandra afirma “Se trataba de lo que quería mi padre que estudiase, aunque me pasaba el tiempo en la Facultad de Filosofía, donde asistí a clases de uno de los peores filósofos que ha habido, y el peor discípulo de Ortega y Gasset, Julián Marías". "Tenía broncas con el franquismo, llegué al punto crítico y me dije, aquí no hay nada que hacer".

### Parque Nacional de Huatulco
Cuestionador profundo de los modelos unidireccionales de la cultura moderna, se instaló a vivir con su compañera, la pintora Agar García, en Huatulco, un paraje paradisíaco de la costa oaxaqueña. El 16 de diciembre de 1997, a raíz de su oposición al proyecto de privatización de la zona fue aprendido por oficiales judiciales. Pero logró escapar escondiéndose en la selva, poco después recibiría el Premio Nacional de Literatura IMPAC lo cual ayudaría a mejorar su estado de seguridad. El proyecto para declarar a Huatulco un parque nacional comenzará poco después, a Raga y a él se sumarán diversos artistas e intelectuales alrededor de México y del mundo. El parque nacional de Huatulco fue declarado como tal en 1998, dentro se resguarda a más de 11,000 hectáreas.
Allí vivieron de la caza y de la pesca durante casi treinta años, hasta que fueron desalojados por el director del Fondo Nacional para el Turismo (FONATUR) por oponerse a la privatización del parque nacional Huatulco, que ellos mismos contribuyeron a declarar. La misma mañana de mayo de 2004 que se disponía a comenzar el libro La almadraba le fue entregada una orden de desalojo. A pesar de poseer un título de posesión comunal le fueron imputados a cargos por invasión del parque. Para preservar su integridad tanto él como su pareja tuvieron que abandonar el recinto para posteriormente instalarse en la ciudad de Oaxaca, donde habitan actualmente.
La obra de Da Jandra, sea ensayo filosófico, novela o relato, siempre expresa con fuerza intempestiva y única un pensamiento vivo en busca de una verdad individual capaz de trascender el tiempo y abrirse a una realidad más amplia. Su novela Samahua ganó en 1997 el Premio Nacional de Literatura IMPAC.

## Obra
- Tanatonomicón. Aproximaciones a las infinitas máscaras del suicidio poético (con el seudónimo S. C. Chuco) (Amarantos, 1981. ISBN 9789703706501)
- Totalidad, seudototalidad y parte. Lo real y sus formas de existencia (con el seudónimo S. C. Chuco) (Joaquín Mortiz, 1990)
- Presentáneos, pretéritos y pósteros (Joaquín Mortiz, 1994. ISBN 9789682705953)
- Arousiada (Joaquín Mortiz, 1995. ISBN 9789682706424)
- Los caprichos de la piel (Seix Barral, 1996. ISBN 9789686941166)
- La hispanidad, fiesta y rito: Una defensa de nuestra identidad en el contexto global (Random House Mondadori, 2005. ISBN 9789685957380)
- Entrecruzamientos: I, II, III (Almadía, 2005. ISBN 978-970-9854-01-5)
- Samahua (Almadía, 2005. ISBN 978-970-9854-04-6)
- Huatulqueños (Almadía, 2005. ISBN 978-970-9854-05-3)
- Bajo un sol herido (Almadía, 2007. ISBN 978-970-9854-29-9)
- La almadraba (Planeta Mexicana. 2008. ISBN 9789703706501)
- Zoomorfías (Almadía, 2009. ISBN 978-607-411-019-7)
- La gramática del tiempo (Almadía, 2009. ISBN 978-607-411-018-0)
- Distopía (Almadía, 2011. ISBN 978-607-411-073-9)
- La mexicanidad: fiesta y rito (Almadía, 2012. ISBN 978-607-411-088-3)
- Mínimas (Avispero, 2013)
- Filosofía para desencantados (Atalanta, 2014. ISBN 978-84-942276-1-5)
- El juicio oral más injusto de la historia (Avispero, 2015)
- La restauración de la utopía (Avispero y Punto, 2015)
- Entrecruzamientos (Avispero, 2016)
- Aforismos (Avispero, 2017)
- Entrecruzamientos II (Avispero, 2017)
- Entrecruzamientos III (Avispero, 2018)
- Huatulqueños (Avispero, 2019)
- Vlady (Avispero, 2020)
- Samahua (Avispero, 2020)
- La Almadraba (Avispero, 2021)
- La mexicanidad: fiesta y rito (Avispero, 2022)
- Bajo un sol herido (Avispero, 2022)
- El eterno aprendizaje (Avispero, 2023)
- La gramática del tiempo (Avispero, 2023)
- El estado planetario (Avispero, 2024)

## Compilaciones
En 1997 se publica el libro Dispersión multitudinaria: Instantáneas de la nueva narrativa mexicana en el fin de milenio en la editorial Joaquín Mortiz, del cual funge como compilador junto con Roberto Max, además de escribir una introducción para dicho volumen. Aquí se reúnen diversos textos procedentes de autores que serían parte sustancial del futuro de la literatura mexicana. En el prólogo Leonardo Da Jandra aclara que la convocatoria consistía de dos exigencias <<ser menores de cuarenta años y tener al menos un libro publicado>>. Aquí se encuentran textos entre otros como“Los métodos de la Investigación científica” de Jorge Volpi -que se encontraría entre el grupo de personas que participaría para hacer posible el decreto de Huatulco como un parque nacional- o Guillermo Fadanelli, fundador de Almadía quien escribe el prólogo de Filosofía para desencantados que da Jandra publica en 2014 en Ediciones Atalanta.
En mayo de 2013 se publica en TusQuets la compilación Rigo es amor: una rocola a dieciséis voces, coordinado por Cristina Rivera Garza, donde se explora la figura del popular cantante Rigo Tovar a través de diversos textos literarios. Libro en el que contribuye con el texto titulado La sirenita: objetividad y ficción, escrito de carácter autobiográfico en el cual narra como en julio de 1979 se dirige en compañía de Raga hacia Zipolite en el estado de Oaxaca. Complementado el relato se encuentra un extracto de su novela La almadraba escrito a partir del recuerdo de aquella experiencia.

## Avispero
El proyecto Avispero surgió a partir de un taller de creación literaria impartido por el escritor y filósofo Leonardo Da Jandra a mediados del año 2009 en la ciudad de Oaxaca. Es una asociación Civil sin fines de lucro: Editorial Avispero A. C.
Se publica la Revista Avispero, la cual cuenta con diez números desde su aparición en noviembre de 2011; cada número consiste en el estudio cultural y artístico de un país determinado.
Desde la páginas de la Editorial es posible descargar de manera gratuita los libros Aforismos, La restauración de la utopía, Mínimas, El juicio oral más injusto de la historia, así como Entrecruzamientos I y II.